# Agostino Oldoini
Agostino Oldoini est un historien et biographe italien, né à La Spezia le 6 juin 1612, mort à Pérouse le 23 mars 1683.

## Biographie
Agostino Oldoini naquit en 1612 à la La Spezia petite ville de la république de Gênes. Il fut admis jeune dans la Compagnie de Jésus, et prononça ses vœux à Naples, où il professa les humanités. Après avoir régenté longtemps dans différents collèges, entre autres celui de Pérouse, il fut appelé à Rome, où il publia une édition augmentée des Vies des papes et des cardinaux d’Alfonso Chacón, avec une continuation. Oldoini mourut à Pérouse le 23 mars 1683.

## Œuvres
- Necrologium pontificum et pseudo-pontificum Romanorum cum notis, Rome, 1671, in-8°.
- Clementes titulo sanctitatis vel morum sanctimonia illustres, cum animadversionibus, Pérouse, 1675, in-4°.
- Atheneum Romanum in quo pontificum, cardinalium, etc., scripta exponuntur, ibid., 1676, in-4°. Prospero Mandosio a beaucoup puisé dans cet ouvrage, sans convenir des obligations qu’il avait à Oldoini.
- Athenæum Augustum in quo Perusinorum scripta publice exponuntur, ibid., 1678, in-4°.
- Athenæum Ligusticum seu Syllabus scriptorum Ligurum, nec non Sarzanensium ac Cyrnensium reipublicæ Genuensis subditorum, ibid., 1680, in-4°. Ces trois derniers ouvrages sont encore recherchés.
- Catalogus eorum qui de Romanis pontificibus scripserunt, Francfort, 1732, in-4° (publié par Johann Gerhard Meuschen).

Oldoini a laissé en manuscrit l’Athenæum Pistoriense, que le P. Francesco Antonio Zaccaria a complété et publié dans la Bibliotheca Pistoriensis, Turin, 1752, in-fol. ; un Athenæum italicum ; un traité De titulis cardinalium, et d’autres ouvrages de biographie qui n’ont pas vu le jour.